# Paolo Barison
Paolo Barison (Vittorio Veneto, 23 de junho de 1936 - 17 de abril de 1979) foi um futebolista italiano que atuava como atacante.

## Carreira
Paolo Barison fez parte do elenco da Seleção Italiana na Copa do Mundo de 1966.